# Якубовский, Фёдор Романович

Бюст Якубовского в Луганске

Фёдор Романович Якубовский (1877 года (1878, 1887[уточнить]), Корсунь, Екатеринославская губерния — 20 января 1920 год, Харьков) — рабочий, революционер, политический деятель, военный.
Председатель губернского ЧК.

## Биография

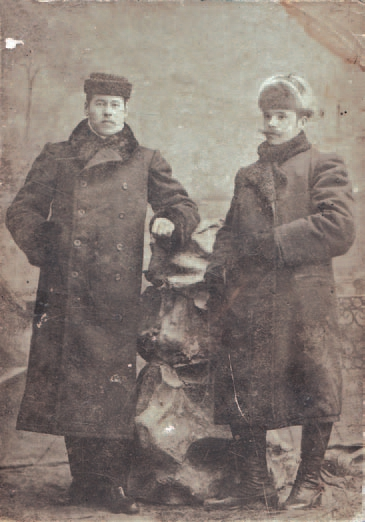
Фёдор Якубовский (слева)

Фёдор Якубовский родился в 1877 году (1878, 1887[уточнить]) в селе Корсунь Бахмутского уезда Екатеринославской губернии в семье забойщика местной шахты.
После окончания трёхклассной сельской школы устроился на шахту к отцу.
В 1896 году стал учеником литейщика на металлургическом заводе Донецко-Юрьевского металлургического общества Алчевского.
Молодого человека вскоре привлекла революционная деятельность.
Он постоянно присутствовал при тайных сходках, проходивших в окрестностях Алчевска — балках Коксовой и Орловской.
В 1899 году, за участие в стачке, его уволили с работы и он был занесён в «чёрные списки».
Якубовский переехал в Юзовку, где устроился на местный металлургический завод и продолжил революционную деятельность.
Через некоторое время его имя было обнаружено в «чёрных списках», и он опять лишился работы.
В 1905 году устроился на паровозостроительный завод Гартмана.
В цеху он сблизился с Климентом Ворошиловым, который работал там машинистом на кране, и вступил в РСДРП.
Узнав о революции 1905 года, местная большевистская организация решила провести стачку в знак протеста против расстрела безоружных рабочих в Петербурге 9 (22) января 1905.
В ночь на 16 февраля 1905 года Якубовский, Пархоменко и другие рабочие начали распространять листовки, в которых разъясняли цели и задачи стачки.
В первый же день забастовки было избрано депутатское собрание, в которое одним из депутатов вошёл Якубовский.
В последующие годы Якубовский активно участвовал в революционных событиях.
После поражения революции он был снова уволен, затем арестован и отправлен в ссылку в Сибирь.
В 1909 году вернулся в Луганск и вновь включился в революционную деятельность и в работу Луганского комитета РСДРП.
Некоторое время работал приказчиком в открывшемся в 1911 году кооперативе рабочих завода Гартмана.
В 1915 году вновь возвратился в литейный цех завода, где занялся революционной агитацией.
В июле того же года под руководством эсеров, большевиков и меньшевиков вспыхнула двухнедельная общегородская стачка луганских рабочих, охватившая около 15 тысяч человек.
За участие в ней были арестованы 50 рабочих, а около 600 человек, в том числе Пархоменко и Якубовский, отправлены на фронт.
В Луганск Якубовский вернулся уже в марте 1917 года. В том же году он был избран членом Луганской городской думы и Совета рабочих, солдатских и крестьянских депутатов Луганска.
Вместе с Пархоменко формировал боевые рабочие дружины.
После Царицынского похода в составе 5-й Украинской армии (РККА), где он командовал одним из отрядов, в 1918 году его отправили в Донбасс.
Некоторое время он возглавлял губернскую ЧК, затем ушёл вместе с отступающими частями Красной армии.
После освобождения Луганщины от белоказачьих войск генерала Петра Краснова Якубовский продолжил работать в органах ЧК, вошёл в состав ревкома.
Затем он был назначен комиссаром бронечастей 14-й армии РККА.
В 1919 году возглавил участок обороны Луганска.
В этот период он в числе первых был награждён Орденом Красного Знамени.
В боях под Конотопом Якубовский был тяжело ранен — это уже было его третье ранение.
20 января 1920 года скончался в госпитале Харькова.
Похоронен в Харькове.

## Семья
Дети:
- Якубовский Василий Фёдорович (старший сын), работал на трубном заводе имени своего отца[4].
- Якубовский Евгений Фёдорович, работал на заводе имени Октябрьской революции[4].
  - Внучка — Галина Евгеньевна Якубовская у которой, в свою очередь есть дети и внуки[4].

## Награды
За активное участие в Гражданской войне награждён Орденом Красного Знамени.

## Память
В 1926 году трубопрокатному заводу в Луганске присвоено имя Фёдора Романовича Якубовского.
В Луганске в сквере Славы героев гражданской войны установлен бюст Фёдора Якубовского, а на площади Борцов революции — стела.
Именем Фёдора Якубовского назван переулок расположенный в Ленинском и Артемовском районах Луганска (прежнее название — Трубная улица).
Именем Фёдора Якубовского назван переулок, расположенный в Холодногорском районе (бывшем Ленинском) г. Харькова.